# Александровац
Александровац је градско насеље и седиште истоимене општине у Расинском управном округу, у Србији. Према попису из 2022. има 5586 становника.

## Географски положај
Град лежи у котлини између планинских огранака Копаоника, Јастрепца и Гоча, са десне стране Кожетинске реке.

## Историја
Александровац се некада звао Кожетин. Исто име Кожетин данас носи само старо село, које се налази нешто изнад варошице. Насеље је 1. марта 1880. године проглашено за варошицу, а 19. јуна 1882. променило име у Александровац по краљу Александру Обреновићу, указом краља Милана.
Александровац се први пут помиње у повељи Стефана Немање 1196. године, као насеље Кожетин, у жупи Расини. Мало се зна о овом насељу у средњем веку. Насеље се помиње у повељи Ђурђа Бранковића, из 1429. године.
Од 1804. Кожетин са околином учествује у бунама против Турака. Мамут-паша Лесковачки га заузима 1813. Припојен је Србији у склопу шест ослобођених нахија 1833. године. Од тада почиње обнављање и изграђивање.
За време Првог светског рата доста је страдао, нарочито 1917. за време Топличког устанка, када су устаничке чете разбијене, а бугарски окупатор преплавио терен и вршио крваве одмазде над становништвом.
Народни посланик за срез жупски, Богдан Милинчић, убијен је близу своје куће у селу Стубал 23. септембра 1936. 
У Другом светском рату у околини Александровца дејствовао је Расински партизански одред. Александровац је коначно ослобођен у септембру 1944. године.

## Привреда
После ослобођења Александровац постаје средиште виноградарства и тржиште вина, посебно жупског вина. Овде је развијено воћарство, где се посебно истичу квалитетне шљиве крушке и јабуке.
Најпознатија компанија је „Вино Жупа“ која се бави производњом и прометом вина, алкохолних пића, сокова, концентрата и база. Компанија „Вино Жупа“ спада у 20 највећих извозника из Србије.

## Туризам
- „Жупска берба“ традиционална манифестација се одржава сваке године. Посвећена је почетку бербе грожђа, по чему су Александровац и Александровачка Жупа надалеко познати. Ова манифестација, осим што промовише крај, има и привредни карактер, јер се на њој склапају многи послови.[6] Жупска берба се одржава од 1963. године.[7]
- Завичајни музеј Жупе[8], комплексни музеј у ужем центру града у кући „попа Марка“. Отворен је 27. јануара 1992. године. У музеју се налазе археолошка, етнографска, и историјска поставка са око 3000 предмета, фототека са око 6.000 фотографија и негатива и библиотека са 1400 књига.
- Музеј виноградарства и винарства смештен у старом подруму Пољопривредне школе. Посвећен је историји вина и винограда у Србији. Највреднији предмети у музеју су 4 неолитске фигуре из винчанске културе, пронађени у Витковачком пољу.[9]
- Тврђава Козник средњовековни град, један од најбоље очуваних. Налази се на 8 км западно од Александровца, на купастом стрмом брду изнад Расине, на 992 м. н. в.
- „Пољане“ су стара виноградарска етно насеља. У Александровачкој Жупи данас је преостало 24 пољане, некада је било више од 70. Такво име им је дао народ зато што су подигнуте у атарима изван села, на пољу, где се искључиво засађени виногради. У време бербе, долазили би људи из околних насеља и остајали тамо до завршетка бербе. Пољане су јединствена етно насеља у Србији, са карактеристичном архитектуром, подрумима од камена, брвнима и талпама, која су почела да ишчезавају са појавом Филоксенове цистерне, па се данас ради на рестаурацији неких од њих. Нпр. пољана у Лукаревини је заштићена законом.
- Манастир Руденица из 15. века северно од Александровца, у правцу Трстеника
- Манастир Дренча у селу Дренча, на 3 км северно од Александровца саграђен 1382. године

## Демографија
Према попису из 2002. било је 6476 становника (према попису из 1991. било је 6354 становника). У насељу живи 5093 пунолетна становника, а просечна старост становништва износи 37,0 година (36,5 код мушкараца и 37,4 код жена). У насељу има 2111 домаћинстава, а просечан број чланова по домаћинству је 3,07.
Ово насеље је скоро потпуно насељено Србима (према попису из 2002. године), а у другој половини 20. века број становника је вишеструко порастао.
|             | \| Демографија[10] \| Демографија[10] \| Демографија[10] \| \| Година \| Становника \| Становника \| \| --------------- \| --------------- \| --------------- \| \| 1948. \| 1.027 \| \| \| 1953. \| 1.153 \| \| \| 1961. \| 1.320 \| \| \| 1971. \| 3.067 \| \| \| 1981. \| 5.177 \| \| \| 1991. \| 6.354 \| 6.106 \| \| 2002. \| 6.476 \| 7.014 \| \| 2011. \| 6.228 \| \| \| 2022. \| 5.586 \| \| |            |
| Демографија | |            |
| Година      | Становника | Становника |
| 1948.       | 1.027 |            |
| 1953.       | 1.153 |            |
| 1961.       | 1.320 |            |
| 1971.       | 3.067 |            |
| 1981.       | 5.177 |            |
| 1991.       | 6.354 | 6.106      |
| 2002.       | 6.476 | 7.014      |
| 2011.       | 6.228 |            |
| 2022.       | 5.586 |            |

| Етнички састав према попису из 2002.‍ | Етнички састав према попису из 2002.‍ | Етнички састав према попису из 2002.‍ | Етнички састав према попису из 2002.‍ | Етнички састав према попису из 2002.‍ |
| ------------------------------------ | ------------------------------------ | ------------------------------------ | ------------------------------------ | ------------------------------------ |
|                                      |                                      |                                      |                                      |                                      |
| Срби                                 | Срби                                 |                                      | 6.352                                | 98,08%                               |
| Црногорци                            | Црногорци                            |                                      | 23                                   | 0,35%                                |
| Роми                                 | Роми                                 |                                      | 14                                   | 0,21%                                |
| Југословени                          | Југословени                          |                                      | 13                                   | 0,20%                                |
| Хрвати                               | Хрвати                               |                                      | 7                                    | 0,10%                                |
| Македонци                            | Македонци                            |                                      | 5                                    | 0,07%                                |
| Муслимани                            | Муслимани                            |                                      | 4                                    | 0,06%                                |
| Словенци                             | Словенци                             |                                      | 2                                    | 0,03%                                |
| Бугари                               | Бугари                               |                                      | 2                                    | 0,03%                                |
| непознато                            | непознато                            |                                      | 12                                   | 0,18%                                |

| Година пописа     | 1948. | 1953. | 1961. | 1971. | 1981. | 1991. | 2002. |
| ----------------- | ----- | ----- | ----- | ----- | ----- | ----- | ----- |
| Број домаћинстава | 331   | 362   | 411   | 1.027 | 1.605 | 1.857 | 2.111 |

| Број чланова      | 1   | 2   | 3   | 4   | 5   | 6  | 7  | 8 | 9 | 10 и више | Просек |
| ----------------- | --- | --- | --- | --- | --- | -- | -- | - | - | --------- | ------ |
| Број домаћинстава | 294 | 466 | 467 | 656 | 154 | 63 | 11 | 0 | 0 | 0         | 3,07   |

| Пол    | Укупно | Неожењен/Неудата | Ожењен/Удата | Удовац/Удовица | Разведен/Разведена | Непознато |
| ------ | ------ | ---------------- | ------------ | -------------- | ------------------ | --------- |
| Мушки  | 2.594  | 719              | 1.777        | 71             | 22                 | 5         |
| Женски | 2.771  | 602              | 1.797        | 296            | 62                 | 14        |
| УКУПНО | 5.365  | 1.321            | 3.574        | 367            | 84                 | 19        |

| Пол    | Укупно                    | Пољопривреда, лов и шумарство | Рибарство                            | Вађење руде и камена | Прерађивачка индустрија       |
| ------ | ------------------------- | ----------------------------- | ------------------------------------ | -------------------- | ----------------------------- |
| Мушки  | 1.317                     | 75                            | 0                                    | 1                    | 603                           |
| Женски | 1.067                     | 40                            | 0                                    | 0                    | 402                           |
| УКУПНО | 2.384                     | 115                           | 0                                    | 1                    | 1.005                         |
| Пол    | Производња и снабдевање   | Грађевинарство                | Трговина                             | Хотели и ресторани   | Саобраћај, складиштење и везе |
| Мушки  | 29                        | 92                            | 146                                  | 31                   | 33                            |
| Женски | 10                        | 32                            | 123                                  | 32                   | 7                             |
| УКУПНО | 39                        | 124                           | 269                                  | 63                   | 40                            |
| Пол    | Финансијско посредовање   | Некретнине                    | Државна управа и одбрана             | Образовање           | Здравствени и социјални рад   |
| Мушки  | 8                         | 18                            | 95                                   | 74                   | 38                            |
| Женски | 38                        | 15                            | 65                                   | 129                  | 129                           |
| УКУПНО | 46                        | 33                            | 160                                  | 203                  | 167                           |
| Пол    | Остале услужне активности | Приватна домаћинства          | Екстериторијалне организације и тела | Непознато            | Непознато                     |
| Мушки  | 34                        | 0                             | 0                                    | 40                   | 40                            |
| Женски | 19                        | 0                             | 0                                    | 26                   | 26                            |
| УКУПНО | 53                        | 0                             | 0                                    | 66                   | 66                            |

## Жупска Берба
У Жупи је вековна традиција да се берба грожђа слави као општенародни празник. Почев од 1963. године, крајем септембра одржава се привредно-туристичка манифестација „Жупска берба" када Жупу обиђу туристи из читавог света. Жупљани дочекују своје госте раширених руку и отворена срца. Тада из фонтане у центру Александровца, уместо воде, тече чувено Жупско вино.

### Традиција
Овде је винова лоза чврсто испреплетала свој живот са човеком на овом простору где се заједно радују и тугују столећима и где су пустили дубоке корене. Србија је отаџбина, Жупа домовина, а вино судбина вредних и часних људи, у чијем је генетском коду уписана неизмерна љубав према најслађем воћу-грожђу и најлепшем од свих пићу-вину. Жупа је класична земља српског виноградарства и винарства јер се у њој на прагу винове лозе и вина живи већ миленијумима, а време се мери винским календарима и не живи по законима заборава, већ по законима сећања.

### Жупске пољане
Посебну способност Жупе представљају Жупске пољане. Има их још увек двадесетак. Раније их је било пуно више. Ту су јединствена сезонска насеља која својом специфичном архитектуром и лепотом представљају дах људи минулих векова.У њима су некада живели виноградари у време обраде својих винограда. Ту су били углавном и најчешће људи из планинских села који су у Жупи имали винограде, а живели су на обронцима планине Копаоник, Гоч, Жељин...

## Музеј винарства и виноградарства
Вишегодишњу традицију виноградарења и винарења у Жупи за будуће генерације чува јединствен на овим просторима Музеј винарства и виноградарства. Смештен је у старом винском подруму Пољопривредне школе у Александровцу Жупском и има задатак да скупља, научно обрађује, публикује, чува и излаже предмете, справе и алате, којима се документује историјски развој виноградарства и винарства у Србији. Као установа бави се организацијом културних садржаја, истовремено центар је са веома запаженом улогом у развоју туризма Жупе и Србије.

### Свети Трифун
Жупљани сваке године славе „Светог Трифуна" заштитника виноградара и винара, што је уједно и Дан општине Александровац. Тога датума (14. фебруара) на свечан начин уз верски обред орезују се први чокоти и званично почиње сезона радова у виноградима благородне и винородне Жупе.

## Партнерски градови
- Нова Горица

## Галерија
- Црква Вазнесења Господњег у Кожетину
- Завичајни музеј Жупе
- Црква Сабора српских светитеља
- Музеј винарства и виноградарства